# Ormiscodes joiceyi
Ormiscodes joiceyi är en fjärilsart som beskrevs av Eugène Louis Bouvier och Max Wilhelm Karl Draudt 1930. Ormiscodes joiceyi ingår i släktet Ormiscodes och familjen påfågelsspinnare. Inga underarter finns listade i Catalogue of Life.